# Sol da Minha Vida
"Sol da Minha Vida" é uma canção do cantor de funk carioca Naldo Benny, lançada como single para o álbum Multishow ao Vivo Naldo Benny. A canção conta com a participação da cantora Ivete Sangalo.

## Faixas
| Descarga digital |                                         |         |  |
| N.º              | Título                                  | Duração |  |
| 1.               | "Sol da Minha Vida" (com Ivete Sangalo) | 4:00    |  |

## Vídeo e musica
O vídeo foi feito durante a gravação do álbum em 3 de julho de 2013,e llançado no YouTube em 22 de Novembro de 2013.

## Desempenho nas paradas
| Paradas (2013)                       | Melhor posição |
| ------------------------------------ | -------------- |
| Brasil (Billboard Hot 100 Airplay)   | 22             |
| Brasil (Billboard Hot Pop & Popular) | 3              |